# Відособлений розподіл
У теорії ймовірностей та статистиці відосо́блений розпо́діл (англ. marginal distribution) підмножини набору випадкових змінних — це розподіл імовірності змінних, що містяться у цій підмножині. Він дає ймовірності різних значень змінних цієї підмножини без посилання на значення інших змінних. Він контрастує з умовним розподілом, що дає значення ймовірностей в залежності від значень інших змінних.
Термін відосо́блена змі́нна (англ. marginal variable) використовується для позначення змінних у підмножині збережених змінних. В англійській мові ці терміни отримали позначення англ. marginal, оскільки їх знаходили підсумовуванням значень у таблиці вздовж рядків та стовпчиків, і записуванням сум на полях (англ. margin) таблиці. Розподіл відособлених змінних (відособлений розподіл) отримується шляхом відосо́блення (англ. marginalizing) над розподілом змінних, що скасовуються, а про скасовані змінні кажуть, що їх було знеосо́блено (англ. marginalized out).
Контекстом тут є те, що здійснювані теоретичні дослідження або аналіз даних включають ширший набір випадкових змінних, але увага обмежується зменшеним числом тих змінних. У багатьох застосуваннях аналіз може починатися заданим набором випадкових змінних, потім спершу розширювати набір визначенням нових (таких як сума початкових випадкових змінних), і нарешті зменшувати число змінних шляхом зміщення уваги на відособлений розподіл підмножини (такої як сума). Може здійснюватися декілька різних аналізів, кожен з яких працює з різними підмножинами змінних як з відособленими змінними.

## Випадок двох змінних
| | x1    | x2   | x3   | x4   | py(Y)↓ |
| --- | ----- | ---- | ---- | ---- | ------ |
| y1 | 4⁄32  | 2⁄32 | 1⁄32 | 1⁄32 | 8⁄32   |
| y2 | 2⁄32  | 4⁄32 | 1⁄32 | 1⁄32 | 8⁄32   |
| y3 | 2⁄32  | 2⁄32 | 2⁄32 | 2⁄32 | 8⁄32   |
| y4 | 8⁄32  | 0    | 0    | 0    | 8⁄32   |
| px(X) → | 16⁄32 | 8⁄32 | 4⁄32 | 4⁄32 | 32⁄32  |
| Спільний та відособлені розподіли пари дискретних випадкових змінних X,Y, що мають ненульову взаємну інформацію I(X; Y). Значення спільного розподілу — в квадраті 4×4, а значення відособлених розподілів — вздовж правого та нижнього країв. |       |      |      |      |        |

Для заданих двох випадкових змінних X and Y, для яких є відомим їх спільний розподіл, відособленим розподілом X є просто розподіл імовірності X, усередненої за інформацією про Y. Він є розподілом ймовірності X, коли значення Y є невідомим. Він зазвичай обчислюється підсумовуванням або інтегруванням спільного розподілу за Y.
Для дискретних випадкових змінних відособлену функцію маси ймовірності може бути записано як Pr(X = x). Вона є
{\displaystyle \Pr(X=x)=\sum _{y}\Pr(X=x,Y=y)=\sum _{y}\Pr(X=x|Y=y)\Pr(Y=y),}
де Pr(X = x,Y = y) є спільним розподілом X та Y, тоді як Pr(X = x|Y = y) є умовним розподілом X за умови Y. У цьому випадку змінну Y було від-відособлено.
Двовимірні відособлені та спільні ймовірності дискретних випадкових змінних часто зображують у вигляді двобічних таблиць.
Аналогічно, для неперервних випадкових змінних відособлену функцію густини ймовірності може бути записано як pX(x). Вона є
{\displaystyle p_{X}(x)=\int _{y}p_{X,Y}(x,y)\,\operatorname {d} \!y=\int _{y}p_{X|Y}(x|y)\,p_{Y}(y)\,\operatorname {d} \!y,}
де pX,Y(x,y) дає спільний розподіл X та Y, тоді як pX|Y(x|y) дає умовний розподіл X за умови Y. Знов-таки, змінну Y було від-відособлено.
Зауважте, що відособлену ймовірність завжди може бути записано як математичне сподівання:
{\displaystyle p_{X}(x)=\int _{y}p_{X|Y}(x|y)\,p_{Y}(y)\,\operatorname {d} \!y=\mathbb {E} _{Y}[p_{X|Y}(x|Y)]}
Інтуїтивно, відособлена ймовірність X обчислюється шляхом вивчення умовної ймовірності X для певного значення Y, а потім усереднення цієї умовної ймовірності над розподілом усіх значень Y.
Це випливає із визначення математичного сподівання, тобто, у загальному випадку,
{\displaystyle \mathbb {E} _{Y}[f(Y)]=\int _{y}f(y)p_{Y}(y)\,\operatorname {d} \!y}

## Реальний приклад
Припустімо, що обчислюватиметься ймовірність того, що пішохода, який переходить дорогу пішохідним переходом, не зважаючи на сигнал світлофора, зіб'є машина. Нехай H (від англ. hit) буде дискретною випадковою змінною, що набуватиме значень з {Зіб'є, Не зіб'є}. Нехай L (від англ. light) буде дискретною випадковою змінною, що набуватиме значень з {Червоне, Жовте, Зелене}.
Правдоподібно, що H залежатиме від L. Тобто, P(H = Зіб'є) та P(H = Не зіб'є) набуватимуть різних значень в залежності від того, чи L є червоним, жовтим або зеленим. Пішохода, наприклад, набагато ймовірніше буде збито при спробі перейти, коли світло для поперечного руху є зеленим, ніж коли воно є червоним. Іншими словами, для будь-якої заданої можливої пари значень H та L ми мусимо розглянути спільний розподіл ймовірності H та L, щоби знайти ймовірність того, що така пара трапиться разом, якщо пішохід ігнорує сигнал світлофора.
Тим не менш, у спробі розрахувати відособлену ймовірність P(H = Зіб'є), від нас вимагають ймовірність того, що H = Зіб'є в ситуації, в якій ми фактично не знаємо конкретне значення L, і в якій пішохід ігнорує колір світла світлофора. В загальному випадку пішохода може бути збито, якщо світло є червоним, АБО якщо світло є жовтим, АБО якщо світло є зеленим. Тож у цьому випадку відповідь для відособленої ймовірності може бути знайдено підсумовуванням P(H,L) для всіх можливих значень L, із зважуванням кожного значення L ймовірністю того, що воно може трапитися.
Ось таблиця, що показує умовні ймовірності бути збитим, у залежності від стану світлофора. (Зауважте, що стовпчики в цій таблиці мусять давати в сумі 1, оскільки ймовірність бути збитим або не збитим дорівнює 1 не залежно від стану світлофора.)
| Умовний розподіл: P(H\|L) | Умовний розподіл: P(H\|L) | Умовний розподіл: P(H\|L) | Умовний розподіл: P(H\|L) |
|                           | L=Червоне                 | L=Жовте                   | L=Зелене                  |
| ------------------------- | ------------------------- | ------------------------- | ------------------------- |
| H=Не зіб'є                | 0.99                      | 0.9                       | 0.2                       |
| H=Зіб'є                   | 0.01                      | 0.1                       | 0.8                       |

Щоби знайти спільний розподіл ймовірності, ми потребуємо більше даних. Нехай P(L=Чевоне) = 0.2, P(L=Жовте) = 0.1, and P(L=Зелене) = 0.7. Домножуючи кожного стовпчика умовного розподілу на ймовірність трапляння цього стовпчика, ми знаходимо спільний розподіл імовірності H та L, наведений у центральному блоці 2×3 записів. (Зауважте, що комірки у цьому блоці 2×3 дають в сумі 1.)
| Спільний розподіл: P(H,L) | Спільний розподіл: P(H,L) | Спільний розподіл: P(H,L) | Спільний розподіл: P(H,L) |                              |
|                           | L=Червоне                 | L=Жовте                   | L=Зелене                  | Відособлена ймовірність P(H) |
| ------------------------- | ------------------------- | ------------------------- | ------------------------- | ---------------------------- |
| H=Не зіб'є                | 0.198                     | 0.09                      | 0.14                      | 0.428                        |
| H=Зіб'є                   | 0.002                     | 0.01                      | 0.56                      | 0.572                        |
| Разом                     | 0.2                       | 0.1                       | 0.7                       | 1                            |

Відособлена ймовірність P(H=Зіб'є) є сумою вздовж рядка H=Зіб'є цієї таблиці спільного розподілу, оскільки вона є ймовірністю бути збитим, коли світло є червоним АБО жовтим АБО зеленим. Аналогічно, відособлена ймовірність P(H=Не зіб'є) є сумою рядка H=Не зіб'є. В цьому прикладі ймовірність того, що пішохода буде збито, якщо він не звертає уваги на стан світлофора, становить 0.572.

## Багатовимірні розподіли

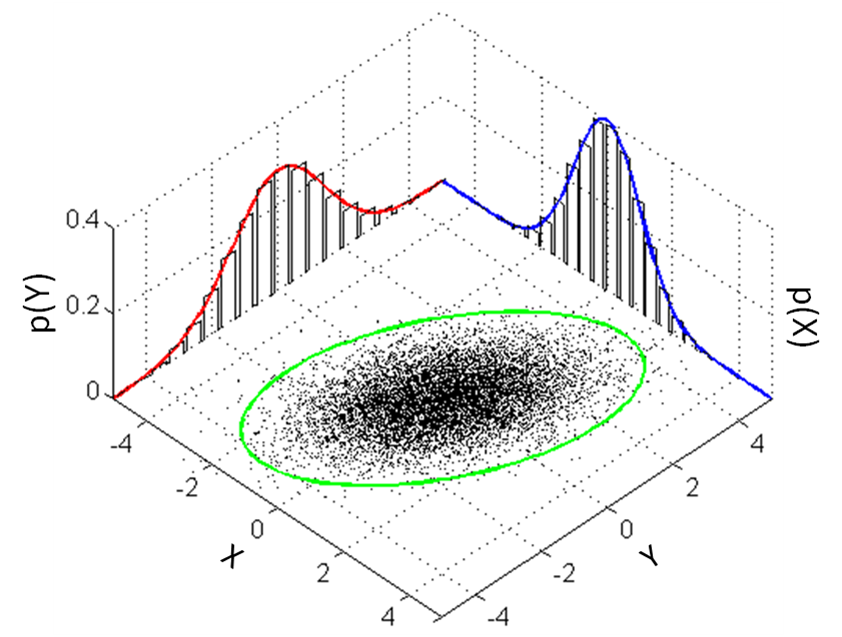
Багато зразків із двовимірного нормального розподілу. Відособлені розподіли показано червоним та синім. Відособлений розподіл X також наближено створенням гістограми координат X без врахування координат Y.

Формули для багатовимірних розподілів є подібними до наведені вище, з символами X та/або Y, що інтерпретуються як вектори. Зокрема, кожне підсумовування або інтегрування відбуватиметься над усіма змінними, крім тих, що містяться в X.